# Linia 9 metra w Madrycie
Linia 9 – dziewiąta linia metra w Madrycie, łącząca stacje Paco de Lucía i Arganda del Rey. Cała linia liczy w sumie 29 stacji z peronami 115-metrowymi i o łącznej długości 39 km torów. Pierwszy odcinek linii został otwarty w 1980 r.
W praktyce linia 9 jest podzielona na dwie części. Część „główna” znajduje się w granica Madrytu, od stacji Paco de Lucía do Puerta de Arganda. Na tej ostatniej pasażerowie planujący dalszą podróż w kierunku Arganda del Rey muszą się przesiąść na inny pociąg na odcinku nazywanym „9B”. Pociągi na tym odcinki są krótsze, jeżdżą rzadziej, a większość linii położona jest na powierzchni.

## Stacje
| Nazwa                | Rok otwarcia | Dysktrykt / gmina   | Komentarz                              |
| -------------------- | ------------ | ------------------- | -------------------------------------- |
| Paco de Lucía        | 2015         | Fuencarral-El Pardo |                                        |
| Mirasierra           | 2011         | Fuencarral-El Pardo |                                        |
| Herrera Oria         | 1983         | Fuencarral-El Pardo |                                        |
| Barrio del Pilar     | 1983         | Fuencarral-El Pardo |                                        |
| Ventilla             | 1983         | Tetuán              |                                        |
| Plaza de Castilla    | 1983         | Chamartín           | możliwość przesiadki na linie 1 i 10   |
| Duque de Pastrana    | 1983         | Chamartín           |                                        |
| Pío XII              | 1983         | Chamartín           |                                        |
| Colombia             | 1983         | Chamartín           | możliwość przesiadki na linię 8        |
| Concha Espina        | 1983         | Chamartín           |                                        |
| Cruz de Rayo         | 1983         | Chamartín           |                                        |
| Avenida de América   | 1983         | Chamartín           | możliwość przesiadki na linie 4, 6 i 7 |
| Núñez de Balboa      | 1986         | Salamanca           | możliwość przesiadki na linię 5        |
| Príncipe de Vergara  | 1986         | Salamanca           | możliwość przesiadki na linię 2        |
| Ibiza                | 1986         | Retiro              |                                        |
| Sainz de Baranda     | 1980         | Retiro              | możliwość przesiadki na linię 6        |
| Estrella             | 1980         | Retiro              |                                        |
| Vinateros            | 1980         | Moratalaz           |                                        |
| Artilleros           | 1980         | Moratalaz           |                                        |
| Pavones              | 1980         | Moratalaz           |                                        |
| Valdebernardo        | 1998         | Vicálvaro           |                                        |
| Vicálvaro            | 1998         | Vicálvaro           |                                        |
| San Cipriano         | 1998         | Vicálvaro           |                                        |
| Puerta de Arganda    | 1998         | Vicálvaro           | konieczność zmiany pociągu             |
| Rivas-Urbanizaciones | 1999         | Rivas-Vaciamadrid   |                                        |
| Rivas Futura         | 2008         | Rivas-Vaciamadrid   |                                        |
| Rivas Vaciamadrid    | 1999         | Rivas-Vaciamadrid   | stacja na powierzchni                  |
| La Poveda            | 1999         | Arganda del Rey     | stacja na powierzchni                  |
| Arganda del Rey      | 1999         | Arganda del Rey     |                                        |